# ベルギーの戦い
ベルギーの戦い（ベルギーのたたかい、英語: Battle of Belgium、Belgian Campaign）は、ナチス・ドイツのフランス侵攻における戦いのひとつである。
1940年5月10日、ドイツはルクセンブルク、オランダ、ベルギーを抜けてフランスへ進撃することを目的とした作戦、「黄作戦（Fall Gelb）」を発動した。連合軍はそれが主力であると考え、ベルギーでドイツ軍を食い止めるため、最良の師団をベルギーに向かわせたが、ドイツ軍が作戦の第二段階を発動、アルデンヌの森を突破してイギリス海峡へ向かって進撃を重ね、5日後には海岸へ到達、連合軍は包囲されることとなった。ドイツ軍は徐々に海岸方面へ進撃、包囲網を縮め始めた。ベルギー軍は戦いの終了した1940年5月28日、降伏した。ベルギーの戦いにおいては第二次世界大戦初の大規模戦車戦、アニューの戦いが行われている。このアニューの戦いは北アフリカの戦いと東部戦線が行われるまでは世界最大の戦車戦であった。さらに、降下部隊を用いた最初の戦略的降下作戦も行われた。ドイツの公式な発表では18日間の激しい戦いにおいて、ベルギー軍は手強い敵であり、その兵士たちの「驚異的勇敢さ」について語り草になっているとしている。

## ベルギーの緊張
ドイツ軍の攻撃により、ベルギーの戦略には政治、軍事において問題が発生していた。軍事についてはフランスがマジノ線を延長することにより、ベルギー・フランス国境がドイツ軍の防波堤になる可能性が生じていたことであり、これらはドイツ軍がオランダへ進撃することにより、ベルギーをドイツ軍の攻撃に直面させることとなり、この戦略ではフランス軍が素早くベルギー国内に進駐してドイツ軍の攻撃を防ぐようにしなければならなかった。
政治的な部分において、ベルギーはフランスを信用していなかった。フランスのフィリップ・ペタン元帥は1930年10月、1933年1月を契機として、ベルギーを利用してドイツ、ルール地方の占領を提案した。ベルギーはそれを契機として戦争に巻き込まれることを恐れ、それを避けようとした。さらに1935年5月、フランス、ソビエト連邦の間で結ばれた協定の結果、ベルギー人たちは戦争に巻き込まれることを恐れていた。そのため、フランス、ベルギー間の合意により、ドイツ軍が攻撃を行う場合、ベルギーは軍を動員することを規定していたが、ポーランドへドイツ軍が侵入した場合、ベルギー軍を動員するかどうかは明白ではなかった。
さらに、ベルギーはイギリスとの同盟を強く望んでいた。第一次世界大戦において、ドイツ軍が中立国であったベルギーへ侵入したことにより、イギリスはドイツに対し宣戦布告を行い、大戦に参加していた。ベルギーにおける港湾設備はドイツ海軍に価値のある基地を提供することとなり、そしてベルギーの港湾設備がドイツによって占領されることにより、イギリスに対しての戦略的攻撃を行うためのドイツ海軍、ドイツ空軍の基地を提供することになる恐れがあった。しかし、イギリス政府はベルギーの懸念に全く注意を払うことがなかった。そして、ドイツによるラインラント進駐は、フランス・イギリス両国にドイツと戦う勇気がないとベルギーに信じさせるには十分な出来事であり、ラインラント進駐の前日、ベルギーが西側連合軍から抜ける理由となっていた。ベルギー参謀本部は必要に応じて、単独で戦うことがベルギーの利益になると硬く決心していた。

## 連合軍の戦略におけるベルギー
1936年10月に行われたベルギー国王、レオポルド3世の中立宣言に対し、フランスは不快感を表明していた。フランス軍はドイツ軍（ドイツ国防軍）の攻撃に対する作戦が害されていることに気づいており、これによりフランス東国境を防衛する際にベルギー軍が当てにならないこと、ドイツ軍がフランス国境に集中することを意味していた。しかし、フランスの作戦はベルギーから協力を得ることを前提に作成されていた。さらに、これらの状況はベルギーにおける防衛を行うために用意されたフランス軍部隊がドイツ軍の装甲部隊による機動戦を失速させることができなくなることを意味していた。このため、フランスはドイツの攻撃如何ではベルギーを攻撃することも考えていた。その上で、ベルギーはドイツの危険性を認めており、ひそかにベルギーの防衛政策、部隊展開、通信、防御配置、情報、航空偵察情報をブリュッセルのフランス駐在武官に提供していた。
連合軍によるベルギー支援はデイル計画により計画されていた。この作戦によれば、連合軍の機甲師団を含む最良の部隊はドイツ軍の侵入に応じて、デイル川へ進撃することになり、その後、連合軍はベルギー東部のマース - アルベール運河を防衛線としてスヘルデ川河口を保持してベルギー軍を補強するようにし、フランス防衛線南部とヘント、アントワープを結びつけることにより、最良の防衛を行える形にしていた。しかし、この計画ではベルギー東部をドイツ軍の占領下にしてしまうという政治的な弱点があった。それに平行して軍事的には、フランス防衛線背後にイギリス軍が本国と繋がるためにビスケー湾の港湾施設を防衛することになっていた。また、ベルギー中部へ部隊を向かわせスヘルデ線、およびデイル線（側面に弱点が存在していた）への前進の危険性が存在するにもかかわらず、モーリス・ガムランは計画に賛成しており、それはそのまま第二次世界大戦勃発時の連合軍の戦略として採用されていた。
イギリスは当時、フランスに部隊を置いておらず、さらに再軍備中であったため、フランスの戦略に意見をする立場になく、さらに西側連合軍の中でフランスが優位を保っていた。フランスに対する反対意見はなく、イギリスにおける軍事的戦略はルール地方への戦略爆撃という形で現されていた。

## ベルギーの戦略
連合国からのベルギーの正式な脱退後、ベルギーは迂闊に参加することによりその中立性が危ぶまれることを恐れ、イギリス、フランスの軍関係者との公式な会見さえも拒否した。また、ベルギーはドイツの侵入は回避できないと考えており、それはエバン・エマール要塞のような防衛線で効果的防御が行えると硬く信じていた。さらにベルギーは1933年1月、ドイツでアドルフ・ヒトラーが首相になったことにより、ベルギー・ドイツ国境に沿って防衛線を再建する処置をとった。そしてベルギー政府はドイツが国際連盟からの脱退、ヴェルサイユ条約の拒絶、ロカルノ条約違反などを行うにつれ、ドイツへの警戒を増していた。政府はナミュールとリエージュにおいて防衛を近代化することへの財政支出を増やし、新たな防衛線はマーストリヒト - ボア・ル・ デュク運河沿いに形成され、マース、スヘルデ、アルベール運河の防衛線に加えられた。東側の防衛線は主に道路の破壊に基づいていたが、主な防衛部隊は自転車部隊である「Chasseurs Ardennais」に委ねられた。1935年までに、ベルギーにとっては防衛は完全なつもりであったが、それでも防衛が十分でないことは予想されていた。大部分の機動予備戦力は戦線後部を守るために必要とされており、そのため、ドイツ軍による攻撃からの防衛が十分でないと考えられていた。さらに労働力も必要としていたが、長期の兵役にも人材を必要としていた。しかし、軍のための訓練は決して紛争に加わらないようにしてほしいという連合軍の要請、それと同様にベルギーの軍事責任を増やしてしまうという国民の要求により拒絶された。
1936年10月14日、国王レオポルド3世は国民、および政府に国防を強化するよう要請を行うため、大臣らが集まった会議において演説を行った。レオポルド3世はベルギーのさらなる再軍備のため、ベルギー軍に生じている3つの問題点を説明した。
1. ドイツの再軍備はイタリア、ソビエト連邦（旧ロシア）の完全再軍備はスイス、オランダなど平穏であった地域に軍備を行わせ、特別予防措置をとらせる事態に至っていること。
2. 飛行機と部隊の機械化による技術進歩により、戦争に大きな変化が見られ、武力紛争の初期においてはその力、機動力に委ねられることになり、ベルギーのような小さな国々は警戒を怠ることができないこと。
3. ベルギーの不安はラインラントへのドイツの進駐により、ドイツ軍がベルギー国境近辺に存在することを意味しており、これにより、電撃戦で占領される可能性が出ていること。

1937年4月24日、ドイツの攻撃が直接ベルギーだけに用いられるのか、また他の国々への侵攻への基地にされるかどうかに関係なく、フランス、イギリスにとってベルギーの安全性が西側連合軍にとって優先事項であり、したがってフランス、イギリスはベルギー国境へ攻撃が行われた場合、支援を行うとの公式宣言を行った。イギリスとフランスがベルギー防衛に対する義務を維持している間、イギリス、フランスはドイツがポーランドへ侵攻した場合、ベルギーが相互援助を行うというロカルノ条約から解放した。
ベルギーは攻撃を受けた場合、軍に即時の動員をかけて準備するために時間を稼ぐという秘密の協定を連合軍と結んでいた。
ベルギーではドイツがイギリス軍を含む連合軍より軍事的に優勢と考えており、連合軍に関わることにより、ベルギーが戦場になることも考えられていた。結局、ベルギー、フランスの間では互いに期待していたことについて混乱している状態で戦闘が始まっていた。フランス軍がベルギーを支援するためにベルギーへ向かう間、ベルギーはアルベール運河とマース川沿いに沿って防衛線を保持するつもりであったが、ガムランはデイル計画をそれら遠方まで保持することに消極的であった。ガムランは第一次世界大戦中の1914年同様にベルギーが防衛線から押し戻され、アントウェルペンに退却することを心配していた。実際に国境を防衛しているベルギー軍は南方へ撤退し、フランス軍と結びつくことになっていたが、この情報はガムランには伝えられなかった。ベルギーにおいてはデイル計画は利点が存在しており、それはスヘルデ防衛線へ限られた連合軍部隊が到着するか、ドイツ軍がフランス、ベルギー国境に到着するかした場合、デイル川への移動はベルギー国内の戦線を70から80km減らすこととなり、戦略的予備をより多く用意することができることとなる点であった。それにより、ベルギー東部の産業地帯も保護することとなり、オランダにおいて約20個ベルギー師団を吸収することができるという長所が存在していた。のちのフランス敗退後、ガムランはこれらの議論を使用してデイル計画を正当化した。
1940年1月10日、メヘレン事件(Mechelen Incident)として知られる出来事では、ドイツの連絡将校ヘルムート・ラインベルガー(Helmuth Reinberger)少佐が搭乗していたメッサーシュミットBf 108がマース近辺のメヘレンに不時着した。ラインベルガーはドイツ軍による西部ヨーロッパへの侵攻計画を所持しており、ドイツ軍は1914年に行われたシュリーフェン計画の繰り返しを行い、ベルギー、オランダ（これは計画を拡大して追加されていた）を通過してフランスに進撃することになっていたが、これはガムランが予想したものと一致していた。計画は海軍、空軍の攻撃により、基地となる低地諸国の占領に基づいており、まさに土地収奪であった。
ベルギーはこれが策略ではないかと疑ったが、後に計画は正しく実行された。ケルンにあったベルギー情報部と駐在武官はドイツ軍がこの計画に基づいてベルギー侵攻を始めるのではなく、ベルギー領土のアルデンヌを通過して攻撃することを示唆しており、さらに進撃してカレーへ向かい、ベルギー国内で連合軍を包囲するとしていた。ベルギーではドイツが連合軍を殲滅するために決戦を試みると正しく予想しており、ドイツ軍のエーリッヒ・フォン・マンシュタインによって考えられた計画をベルギーは正しく予想していた。
ベルギー軍の最高司令部はこれらの懸念をフランス、イギリスに警告した。ベルギー軍司令部はデイル計画上で危険な状況にあるベルギーが重要な位置を占めるのではなく、連合軍が形成する戦線の左側面全体と化すことを恐れていた。レオポルド国王とその副官ラウール・ヴァン・ オーベルストラーテン大将は3月8日、4月14日にフランス軍司令部およびガムランに彼らの懸念について警告していたが、結局フランスはこれを無視した。

## ベルギーにおける防衛計画
ドイツによる攻撃に対するベルギーの作戦計画

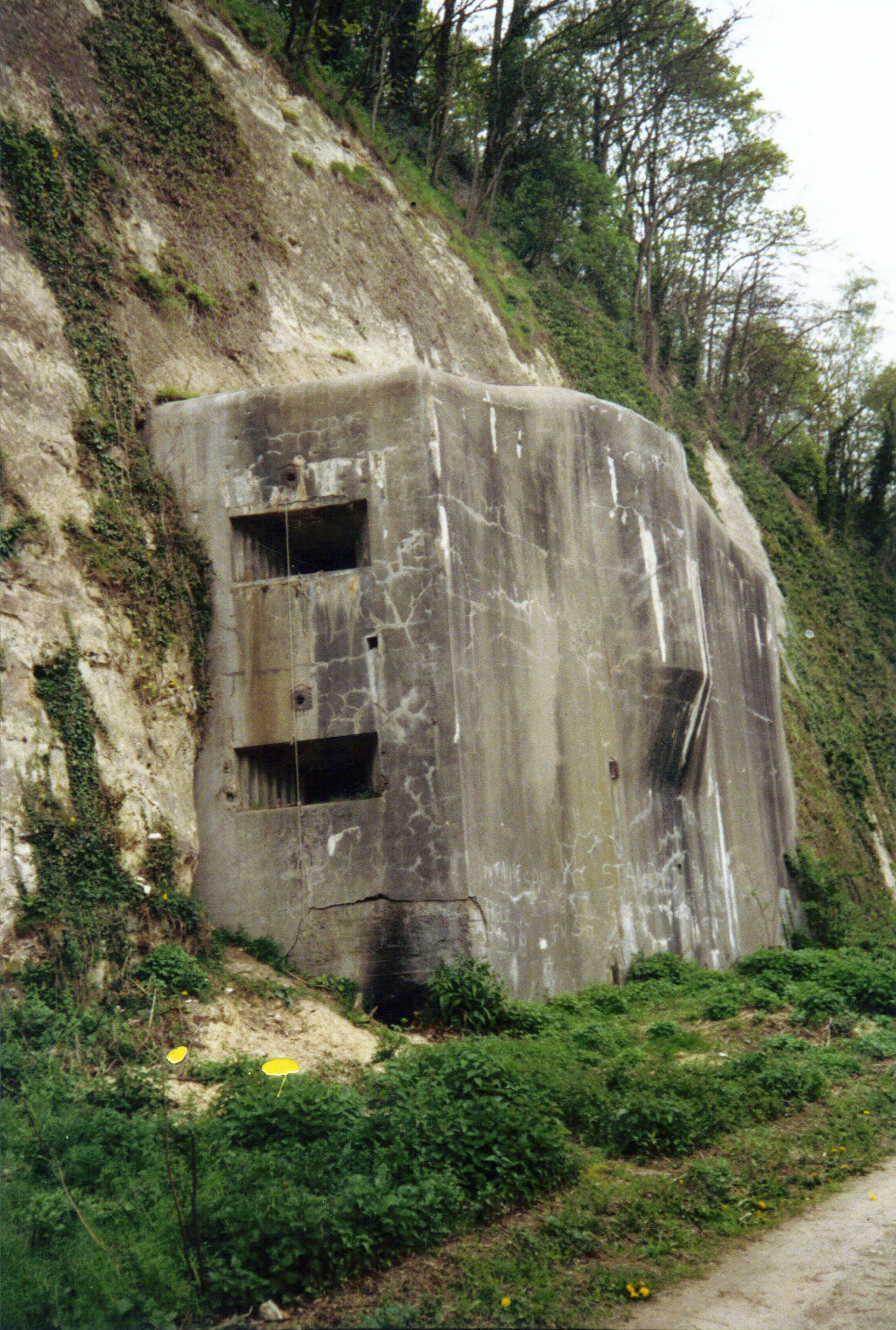
エバン・エマール要塞において、ベルギー軍はドイツ軍を阻止することを考えていた。

1. アルベール運河沿いにアントウェルペンからリエージュ、マース川沿いにリエージュからナミュールにいたるアントウェルペン - ナミュール - ジョーヌ（Givet）防衛線はフランス、イギリス両軍が遅滞戦術を取るには十分であった。これについてはドイツ軍の侵入の3日前、ベルギーの保障する部隊が活動していることが見込まれていた。
2. アントウェルペン - ナミュール防衛線への撤退。
3. ベルギー軍が連合軍の防衛地点であるアントウェルペンを含むルーヴェン地区を占領すること。

イギリス、フランス両軍は合同でフランス第7軍（司令官アンリ・ジロー）として可能ならばオランダのゼーラント州を越えて、ブレダを経由してベルギーに向かうことになっていた。イギリスの第6代ゴート子爵ジョン・ヴェレカーによって率いられるイギリス遠征軍はブリュッセル - ヘントの隙間を占領することが主要目的であり、主なベルギー防衛線をブリュッセルの東約20kmの地点を保持しているベルギー軍の支援を行うこととなっており、さらにアントウェルペンの主防衛線は周囲約10km地点で環状に形成され、ベルギー軍が保持することとなっていた。フランス第7軍はジーランドかブレダに到着することが可能であり、アントウェルペンを保持しているベルギー軍の左側面の支援を行えることとなり、さらにドイツ軍の北もしくは右側面を脅かすことができるようになるはずであった。
さらに東部においてアルベール運河に沿って遅滞戦術のための防衛線を築き、これはマースリヒト西のマースの防衛線と結びついており、さらに南へ伸びてリエージュに繋がっていた。特にマースリヒトとリエージュの間は固い防衛線が築かれていた。エバン・エマール要塞は都市の北の防衛線を形成しており、各都市を防衛しているベルギー軍の奥深くへ枢軸軍の戦車部隊がベルギー西部へ進撃することを防いでいた。防衛線はさらに南西方向へ延びており、リエージュ - ナミュールを覆っていた。ベルギー軍はさらにイギリス遠征軍の南側面でガンブルー、アニューへ向かって進撃、サンブル川流域の防衛を行い、フランス第1軍の支援を行うことになっていた。これにより、南部のナミュールのデイル線におけるベルギー軍の防衛線に生じていた隙間を防いでいた。更にその南部で、フランス第9軍はマース川のギヴェ - ディナ（Dinat）防衛線へ進撃することになっていた。フランス第2軍は防衛線の残り100kmにおいて防衛を行う責任があり、スダン、マース、ベルギー・ルクセンブルク国境とマジノ線北方の防衛を担当していた。

## ドイツの作戦

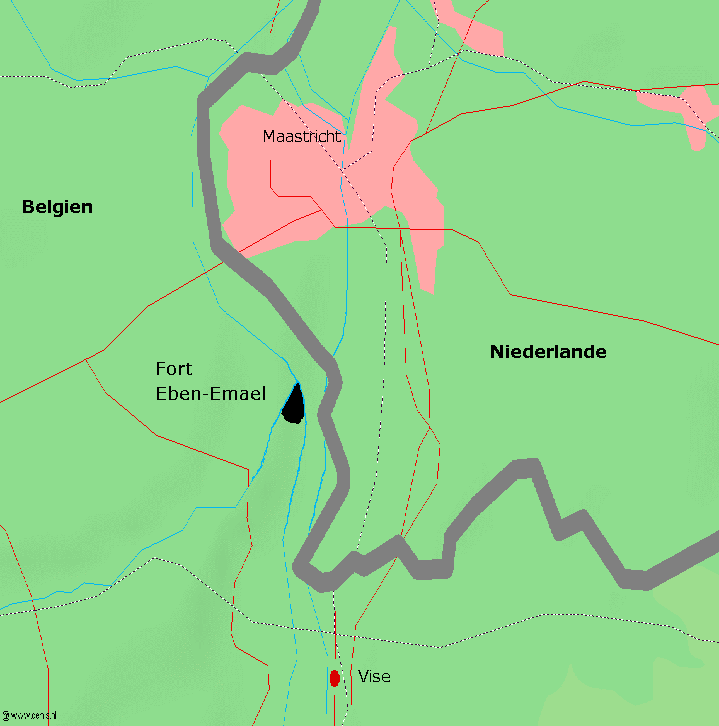
エバン・エマール要塞付近のベルギー・オランダの地図。要塞はベルギー軍に不可欠な戦略的橋頭堡の防衛を行う場所であった。

ドイツ軍の作戦計画によれば、A軍集団がアルデンヌを通過して奇襲を行う間、B軍集団はベルギー中部において連合軍の第1軍集団を引き付けることになっていた。ベルギーはドイツ軍にとって重要な第二戦線となることになっており、B軍集団には機械化された装甲部隊が少数のみ与えられた。ドイツ軍部隊がイギリス海峡に到着した後、全ての装甲師団と自動車化歩兵はB軍集団からA軍集団に配属を転換されることになっていた。ただし、もしベルギーで迅速な占領ができなかった場合、計画は失敗に終わり、2つの戦線によりドイツ軍が挟撃される可能性が存在した。これについてはエバン・エマール要塞とアルベール運河におけるベルギー軍の排除にかかっていた。これらの障害についてはB軍集団が素早く3つの橋を奪取する必要があった。ベルギーのVeldwezelt、Vroenhoven、Kanneにおける橋とベルギー・オランダ国境のマーストリヒトが主要目標であった。橋の占拠を行わなければB軍集団南方を担当するドイツ第6軍（司令官ヴァルター・フォン・ライヒェナウ）がマースリヒト - アルベール運河で包囲され、エバン・エマール要塞により攻撃を受ける恐れがあった。そのため、要塞は必ず撃破しなければならなかった。
ドイツ総統アドルフ・ヒトラーは攻撃について議論するため、第7航空師団師団長クルト・シュトゥデント空軍少将を呼び寄せた。これは陸軍部隊が接近する前にエバン・エマール要塞を占拠して破壊するための空挺作戦に降下猟兵を用いることを初めて提案したものであった。シュトゥデントはユンカースJu 52 があまりにも速度が遅く、また空輸距離が短い上に、オランダ・ベルギーの対空部隊の攻撃を受ける可能性があったため、提案を拒絶した。また、気象状況もその拒絶の要因となっており、天気の悪化により、降下猟兵が分散して降下する可能性が存在していた。そして、Ju52が出来る限りの低高度を保って第7空軍師団が2回の降下を行うことは、降下地点が約300m以上分散してしまう可能性があった。
ヒトラーは連合軍の防衛に1つの潜在的欠点が生じていることに気がついていた。降下地点の家々の屋根は水平で無防備であったため、ヒトラーはDFS230のようなグライダーが降下できるかどうか調べるよう要求した。シュトゥデントは昼間に12機の航空機だけで行うならば可能であると答えたが、これは80から90名の降下猟兵を目標に届けることになる数字であった。その後、ヒトラーはこの戦略的作戦において、要塞の砲門の砲床を破壊するための成形炸薬50kgを導入した。歴史上、最初の空挺降下作戦の先頭に立つのはこの戦術部隊であった。

## 戦いに関係する軍

### ベルギー軍、連合軍

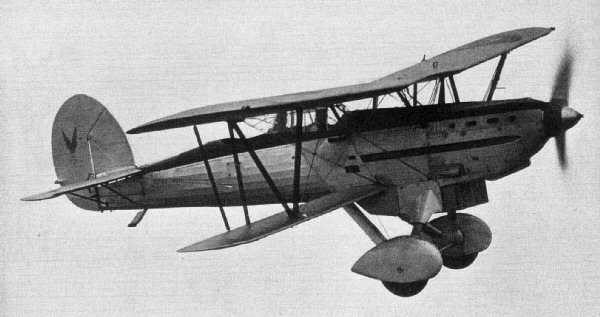
ベルギー空軍のフェアリーフォックス

ベルギー空軍（Aéronautique Militaire Belge）は当時、航空機の更新を始めており、ブリュースターバッファロー、フィアットCR.42、ホーカー ハリケーン、コールホーフェンFK.52、フェアリー バトル、カプローニCa.312軽爆撃機、カプローニCa.335戦闘偵察機らを希望していたが、結局、CR.42、ハリケーン、バトルらが到着したに過ぎなかった。当時の技術水準に達している航空機の不足のために、フェアリー フォックス軽爆撃機の単座タイプまでもが戦闘機として使用されている状態であった。ベルギーの陸軍航空隊（ベルギー軍航空（Aéronautique Militaire BelgeもしくはAéMI）は軍用機250機を保持しており、内訳は戦闘機90機、爆撃機12機、偵察機12機であり、わずか50機のみが当時の水準に達したものであった。さらに輸送機、連絡機などを含めると総勢377機があったとされている。1940年5月10日のドイツのベルギー侵攻時、この内の118機が運用可能であり、内訳は戦闘機78機、爆撃機40機であった。航空隊は、1938年にベルギー空軍の最高司令官に任命され、第一次世界大戦勃発直前に航空免許を取得していたポール・イエルノー（Paul Hiernaux）の指揮下に置かれた。イエルノーは3個航空隊を組織した。第1航空連隊（1er Régiment d'Aéronautique）には約60機、第2航空連隊（2e Régiment d'Aéronautique）、第3航空連隊（3e Régiment d'Aéronautique）はそれぞれ53機、79機が所属した。
ベルギー陸軍は当時、22個師団を集めることができ、火砲1,388門、戦車10両を保有していたが、これはイギリス遠征軍の10個師団、火砲1,280門を上回っていた。ベルギーは1939年8月25日に動員を開始、1940年5月までに18個師団、2個山岳猟兵師団（一部自動車化、Chasseurs Ardennais）、2個騎兵師団で総勢600,000名を徴兵した。ただし、ベルギーの予備戦力は900,000名まで徴兵できると考えられていた。しかし、ベルギー軍には対戦車砲と対空砲が不足していた。動員後、ベルギー軍は5個常備軍団、2個予備軍団を召集、12個常備歩兵師団、2個山岳猟兵師団、2個予備歩兵師団、1個自転車国境警備旅団が所属、1個騎兵軍団には2個師団と自動車化騎兵旅団が所属した。さらに2個対空連隊、4個砲兵連隊を含んでおり、要塞兵、工兵、通信兵がさらに所属していた。ベルギー海軍軍団は1939年復活、大部分のベルギー商船（約100隻）はドイツ軍による接収を避けた。ベルギーとイギリス海軍の合意により、これらの船舶と乗組員3,350名は戦争の残りの期間、イギリスの支配下となった。ベルギー海軍本部はHenry Decarpentrie少佐指揮の下、オーステンデで基礎を形成した。第2、第3海軍師団がゼーブルージュとナントワープで編成される間、第1海軍師団はオーステンデで編成された。

### ドイツ軍
当時、ドイツB軍集団はフェードア・フォン・ボックの指揮下であったが、オランダ・ベルギー侵攻のために26個歩兵師団と3個装甲師団が割り当てられていた。3個装甲師団の内、第3、第4装甲師団は第6軍所属第XVI軍団の指揮下でベルギーで作戦行動を行うことになっていた。第9装甲師団はオランダでの戦闘後、第18軍の支配下へ移動、第18軍とともにベルギーに侵入、戦線の北側の支援を行うことになっていた。B軍集団には戦車808両が所属しており、内訳はI号戦車282両、II号戦車288両、III号戦車123両、IV号戦車66両、さらにI号指揮戦車49両も所属していた。第3装甲師団にはI号117両、II号128両、III号42両、IV号27両、I号指揮戦車27両が所属していた。第4装甲師団にはI号136両、II号105両、III号40両、IV号24両、I号指揮戦車10両が所属していた。第9装甲師団はまず戦力的に劣っているオランダ内で作戦活動を行うことになっており、I号30両、II号54両、III号123両、IV号66両、I号指揮戦車49両が所属していた。エバン・エマール要塞への攻撃を行う第7空軍師団と第22空輸歩兵師団から引き抜かれた部隊はヴァルター・コッホ大尉率いるコッホ突撃隊を編成した。各部隊は1939年11月に集められ、主に第1降下猟兵連隊と第7空軍師団の工兵およびドイツ空軍のパイロットの少数から編成された。
ドイツ空軍は低地諸国侵攻のために戦闘機1,815機、輸送機487機、グライダー50機を割り当てていた。ベルギーにおける最初の空撃は第4航空軍団（司令官アルフレッド・ケラー空軍上級大将）が行うことになっており、第1教導航空団（4個飛行隊）、第30爆撃航空団（3個飛行隊）、第27爆撃航空団（1個飛行隊）が所属していた。5月10日、ケラーはヴォルフラム・フォン・リヒトホーフェン空軍大将率いる第8航空軍団に総勢550機（稼動機420機）の内、363機（稼動機224機）を配属した。第2戦闘航空団指揮官クルト＝ベルトラム・フォン・デーリング（Kurt-Bertram von Döring）大佐は462機（稼動機313機）を率いることになっていた。ケラーの第4航空軍団本部はデュッセルドルフから指揮を行い、第1教導航空団、第30爆撃航空団はオルデンブルクを基地とし、その第3集団はマルクスを基地とした。デーリングとリヒトホーフェンからの支援はノルトライン＝ヴェストファーレン州を中心として、グレーヴェンブローホ、メンヒェングラートバッハ、ドルトムント、エッセンの基地より行うことになっていた。

## 戦闘

### 5月10、11日 -国境の戦い-
5月9日夕方、ベルギーのベルリン駐在武官はドイツ軍が翌日、攻撃を開始するつもりだとひそかに伝えていた。ドイツ軍の攻撃の兆候はベルギー・ドイツ国境で確認できるようになっており、1940年5月10日午前0時10分、ブリュッセルの司令部は警報を発令、午前1時30分、ベルギー全州に警報が伝えられ、ベルギー軍部隊の各担当地区配置が始められた。
午前4時、ドイツ空軍による初の空襲が飛行場と通信設備に対して行われた。5月10日朝、連合軍はデイル計画を発動、ベルギー軍の後方に移動を終えた。ベルギー国王レオポルド3世はアントワープ近辺の司令本部へ移動した。作戦当初の目的として、ドイツ空軍は低地諸国の制空権を奪取することになっており、第一段階はベルギーへ送られた連合軍航空隊の排除であった。航空機1,357機（稼動機957機）という圧倒的戦力、完全な写真調査、にもかかわらず、ベルギーでの迎撃作戦は全体的成功を収めることができなかったが、5月10日の時点で179機しか保持していなかったベルギー航空隊に多大な被害を与えた。

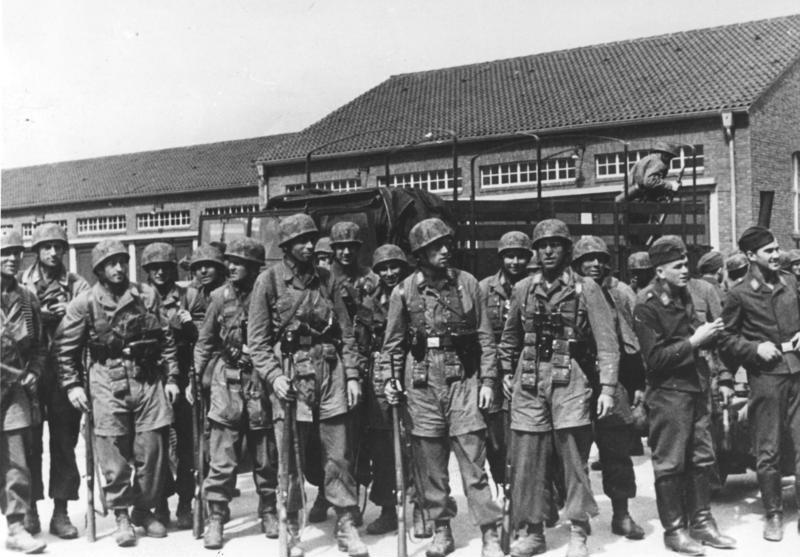
エバン・エマール要塞の戦いに勝利したコッホ突撃隊の降下猟兵たち

ドイツ軍の攻撃成功のほとんどがリヒトホーフェン指揮下の第77航空爆撃団（司令官ヨハン＝フォルカマー・フィッシャー大佐）が収めており、ヴィルヘルム・シュパイデル少将は以下のコメントを残している「司令官自身による作戦の立案と遂行が見られた。」
第54爆撃航空団の支援を受けた第77爆撃航空団はベルギー航空隊の主要基地を破壊した。第27戦闘航空団の戦闘機はNeerhepsen上空で2個戦隊を撃破、さらに午後には第2急降下爆撃航空団第1飛行隊はBrusthemでフィアットCR.42、15機のうち、9機を撃墜した。ベルギー航空隊唯一の成功は第27爆撃航空団の航空機8機を撃墜したことだけであり、83機（大部分が訓練機）が破壊された。ベルギー航空隊は最初の6日間で146機を迎撃に向かわせた。そして、5月16日から28日にかけて、ベルギー航空隊は77回のミッションを行った。しかし、これらのミッションではベルギー航空隊はドイツ空軍から逃れ、後方の基地に撤退するためにその時間と燃料を費やしたにすぎなかった。
ドイツ軍の計画ではベルギー内陸部を侵攻するためにエバン・エマール要塞を撃破する必要があった。そのため、グライダーを使用して要塞周辺部へ降下猟兵を送り込むことを決定した。要塞を無力化するために特別な爆弾と火炎放射器を用意して、降下猟兵は要塞へと侵入した。エバン・エマール要塞の戦いで、ドイツ歩兵連隊はベルギー第I軍団所属第7歩兵師団を24時間で降伏させた。そのため、ベルギーの主防衛線は撃破され、ドイツ第18軍は迅速に防衛線を越えて進撃した。さらに、イギリス軍が約48時間後に到着することになる、アルベール運河全体でドイツ歩兵連隊は橋頭堡を確保していた。そこより南側の遠方にいたベルギー山岳部隊は命令を受け、マースまで撤退、その際に若干の橋を破壊していた。

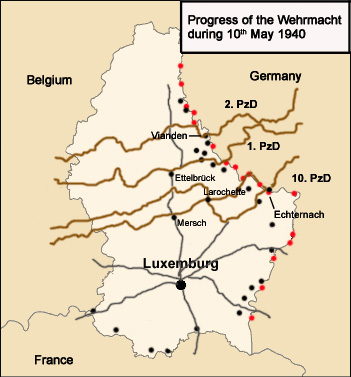
Niwi作戦によればルクセンブルク・ベルギーをドイツ装甲師団が通過することになっていた。

さらにドイツ降下猟兵による降下作戦はフランスへ続く5本の道が交わるルクセンブルクでも行われた。第34歩兵師団（師団長ヴェンナー・ヘデリッヒ）の志願兵125名はフィーゼラーFi156シュトルヒを用いて攻撃を成し遂げたが、航空機5機と志願兵30名を失った。エバン・エマール要塞が撃破されたため、第7歩兵師団、ベルギー第4歩兵師団は、ドイツ装甲部隊と比較的しっかりした地面の地域で対峙することになった。ベルギー第7歩兵師団、第2、第18擲弾兵連隊と共に第2カラビナーは西岸より攻撃を行うドイツ軍から、現在位置を保持するので精一杯であった。ベルギー戦術部隊はいくつかの反撃を行った。Briedgen橋のある場所において、ベルギー軍はドイツ軍より橋を奪取、橋を落とすことに成功した。一方、VroenhovenとVeldwezeltzでは、ドイツ軍が強力な橋頭堡を築いていたため、反撃は撃退された。
3回目の降下作戦（Operation Niwi）は5月10日、ベルギー南部において行われた。この作戦はベルギー、ルクセンブルクに跨るアルデンヌを進撃していた第2装甲師団、第1装甲師団の進撃路を確保するためのもので、ベルギー南部のNives、WitryにFi156を用いてグロースドイッチュランド歩兵連隊第3大隊の2個中隊が着陸した。作戦の原案ではユンカースJu52輸送機を使用することになっていたが、結局、短距離で離着陸できるFi156、200機が使用された。作戦の目的は以下である。
1. ヌフシャトー（Neufchateau） - バストーニュの通信連絡線、ヌフシャトー - マルトランジュ（Martelange）間の道路を遮断すること。
2. 敵予備戦力の進撃をヌフシャトーで妨害すること。
3. 掩蓋壕を確保して敵防衛線後方から他の掩蓋壕へ圧力をかけ、自軍の進撃を容易にする事。

ドイツ歩兵連隊はT-15軽戦車（カーデン・ロイド軽戦車）を備えたベルギー軍のパトロール部隊と激突、ベルギー第1軽アルデンヌ歩兵師団による攻撃を含めるいくつかの反撃は撃破された。シャルル・アンツィジェール将軍指揮下のフランス第2軍隷下の「大量」の戦車が配属されていた第5騎兵師団所属部隊は支援を受けていないドイツ軍へ夜間攻撃を行うために進撃していた。このため、ドイツ軍は撤退せざるを得なくなったが、フランス軍は追撃を行ったにもかかわらず、偽の防衛線で停止した。翌朝、第2装甲師団は目的地域へ到着、使命の大部分を遂行した。しかし、ドイツ軍の戦況展望のために、ハインツ・グデーリアンの装甲部隊はその動きを妨害されていた。連隊は道路を遮断し、ベルギー・フランス・ルクセンブルク国境まで進んでいたフランス軍の増援を妨げた。そして、フランス軍はベルギーの電話通信網を破壊していたが、この不注意な行為はベルギー国境に沿って配置されていたベルギー軍の指揮系統を破壊することとなった。第1ベルギー軽歩兵連隊は退却の命令を受けておらず、ドイツ装甲部隊との間で激しい戦闘を行い、ドイツ軍の進撃を食い止めた。そのため、ドイツ軍の作戦上、これは失敗であり、前進を支援するというよりは妨げとなった。
アルデンヌを占拠しようとしなかったベルギー、フランス両軍の怠慢は致命的間違いであった。ベルギー軍はドイツ軍の侵入と同時に撤退、ドイツ軍の進撃路を破壊して防衛を行った。そして南より北のナミュール、ユイにフランス第2軍が支援のために進撃していた。ベルギー軍の抵抗は指揮系統が乱れていたため、ドイツ軍の戦闘工兵はさしたる障害無しに障害物の除去を行った。ベルギーのアルデンヌ軽歩兵連隊（ベルギーの精鋭）がドイツ軍の進撃を遅らせたのは「第1装甲師団がBodangeでの戦闘のために8時間、進撃が遅れた」ことにより証明される。この戦いは通信網の破壊のために、ベルギー軍の意図に反して行われた。

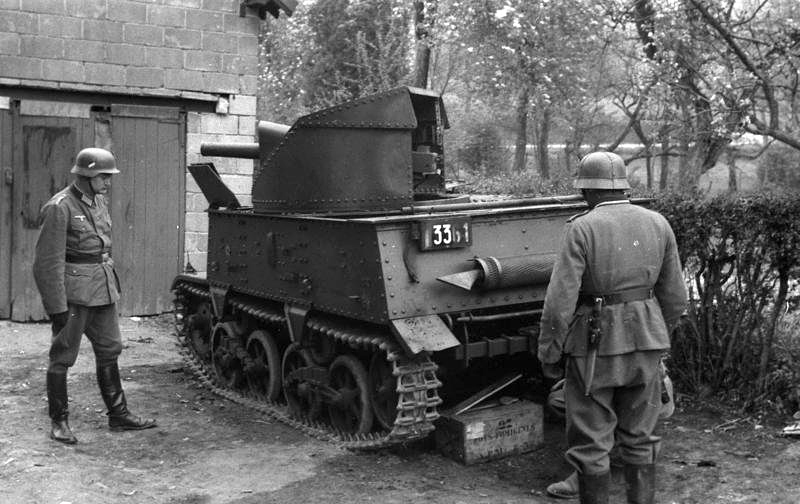
1940年5月、放棄されたベルギー軍のT-13B3自走砲

その間、ベルギー中央の戦線において戦線を押し戻すことができず、5月11日、ベルギー軍はドイツ軍部隊とドイツ軍が占領した橋を爆撃しようとした。ベルギー航空隊のいずれかがその攻撃を行おうとしたが、航空機12機の内、11機を失うこととなった。ドイツ軍による報復空撃作戦は第26戦闘航空団（司令官ハンス＝フーゴ・ヴィット（Hans-Hugo Witt）が5月11日から13日の間行われ、ドイツ軍の主張によれば、82機を撃墜したとされている。ドイツ戦闘機部隊は見た目上、成功していたが、空戦はドイツ軍の一方的なものではなかった。5月11日朝、第2急降下爆撃航空団のユンカース Ju87 シュトゥーカは第27戦闘航空団、第51戦闘航空団が支援を行ったにもかかわらず、ベルギー軍によりナミュール・ディナンの間で撃墜された。それでもドイツ空軍は5月13日までにベルギー北方で連合軍から制空権を奪いつつあることを報告した。
5月11夜間、イギリス第3歩兵師団（師団長バーナード・モントゴメリー）はルーヴェン付近のデイル川へ到着した。しかし、ベルギー第10歩兵師団はこれをドイツ軍降下猟兵部隊と誤認、イギリス軍を攻撃した。その後、ベルギー軍は撤退を拒否したが、モントゴメリーはベルギー軍がドイツ軍の遠方射撃を受けた場合、撤退することを知っていたため、ベルギー軍を自己の指揮下に置くことを主張した。
イギリス第2軍団司令官アラン・ブルックはベルギー国王レオポルド3世と協力関係について協議しようとした。レオポルド3世はブルックと協議、ブルックが妥協すると考えた。レオポルドの軍事顧問、ヴァン・オーベルストラーテン（Van Overstraeten）が介入して、ベルギー第10歩兵師団を動かすことはできず、その代わりにイギリス軍は南へ移動し、ブリュッセルから完全に離れなければならないと語った。それに対し、ブルックはレオポルド3世にベルギー第10歩兵師団がガムラン線の間違えた位置で突出していると反論した。結局、レオポルド3世は軍事顧問とベルギー軍参謀長の意見に従ったが、ブルックはオーベルストラーテンが戦況とイギリス遠征軍の配置状況を知らないと判断した。さらに連合国はナミュール・ペルウェツ(Perwez) 間のデイル線に自然の要害もないため、ベルギー軍の対戦車能力について不満を持っていた。連合軍司令部がそれを発見したわずか数日前にベルギー軍がナミュール・ペルウェツ(Perwez) 間のデイル線数マイル東側に対戦車防衛物を置いたに過ぎなかった。
ベルギー第4歩兵師団、第7歩兵師団は36時間、アルベール運河西岸を保持した後、撤退、さらにエバン・エマール要塞が陥落したことにより、装甲部隊を主力としてドイツ第6軍の進撃を許すこととなった。ベルギー師団の見解では退却しようがしまいが結局、包囲されるということであった。ドイツ軍はトンゲレンを越えて進撃しており、いまやリエージュと共にアルベール運河全体を脅かすことのできるナミュール南部を占領できる位置に存在した。そのため、ベルギー第4、第7歩兵師団は撤退した。5月11日夕方、ベルギー軍司令部はナミュール・アントワープ線の背後へ部隊を撤退させた。翌日、フランス第1軍はガンブルー周辺をカバーするためにアニュー、ガンブルー近辺に到着した。
フランス第7軍はベルギー線北側面でブリュージュ・ヘント・オーステンデ線を防衛、さらに海峡にある港をカバーするため、ベルギーおよびオランダに素早く進撃していた。しかし、ドイツ降下猟兵部隊がマース川でムールダイク（Moerdijk）の土手を占拠、オランダを分断した。オランダ軍はロッテルダム、アムステルダム方面のオランダ北部へ撤退、オランダ軍がフランス軍と連携することは不可能となった。フランス第7軍は東進を続けたが、ティルブルフのブレダ西方20kmでドイツ第9装甲師団と出くわした。ドイツ空軍からの攻撃も受けたフランス軍は、国境を越えた位置にあるベルギーのアントワープに撤退し、アントワープの防衛に備えた。ドイツ空軍はフランス第7軍がオランダのムールダイク橋頭堡を脅かす可能性を認識していたため、これを攻撃することを優先させていた。第8航空軍団所属の第40爆撃航空団、第54爆撃航空団のJu87はフランス軍を押し戻すドイツ軍部隊の支援を行った。連合軍の増援がアントワープに到着する恐れがあったため、ドイツ空軍にはスヘルデ川河口を確保する必要が存在した。第30爆撃航空団はオランダ砲艦2隻、オランダ駆逐艦3隻を撃沈、イギリス駆逐艦2隻を大破させたが、爆撃は戦況全体へ影響をほとんど及ぼさなかった。

### 5月12日から14日 -ベルギー中央部における戦闘-

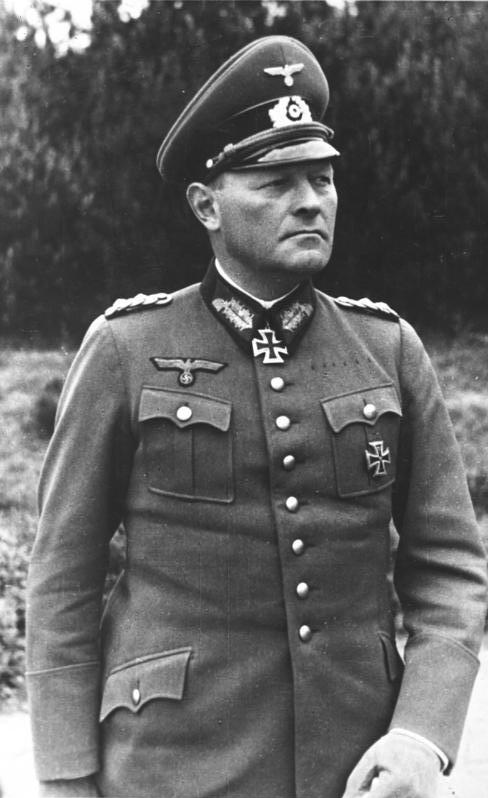
第XVI軍団司令官ヘプナー

5月11日から12日にかけての夜間、ベルギー軍はデイル線に撤退することに専念しており、崩壊した交通網がその援護となり、トンゲレンに跨って配置されていた後衛の支援を受けた。5月12日、レオポルド3世はヴァン・オーベルストラーテンとエドゥアール・ダラディエ、第1軍集団（イギリス遠征軍、フランス第1、第2、第7、第9軍で編成）司令官アルフォンス・ジョルジュ（Alphonse Georges）、調整役のガストン・ビロット（Gaston Billotte）、イギリス遠征軍参謀長ヘンリー・ロイド・パウナル（Henry Royds Pownall）らと軍事会議を行った。ベルギー南北を同盟国が守り始めている間、ベルギー軍がアントワープ・ルーヴェンに部隊を配置することについて同意が成された。ベルギー第III軍団と第1山岳連隊、第2歩兵師団、第3ベルギー歩兵師団は包囲されることを回避するためにリエージュより撤退、リエージュ要塞連隊はドイツ軍の通信を遮断するために残存した。南部のナミュール要塞においてベルギー第VII軍団の第5歩兵師団と第2山岳連隊はフランス第12歩兵師団と共に遅滞戦術を行った。連合軍がナミュール・アントワープ・ギヴェ線を占領するために連合軍が到着するまでベルギー軍はリエージュ・アルベール線を保持したがこれはベルギー軍に割り当てられた任務で唯一単独で達成したものであった。作戦の残り期間、ベルギー軍は連合軍の計画に従って活動することとなった。
ベルギー軍は抵抗を行い、後衛戦を行ったが、その一方でデイル線上のベルギー部隊はルーヴェン・アントワープ間へ更なる防衛陣地を組織するために「熱狂的な活動」を見せた。第2連隊のガイドと第2ベルギー騎兵師団第2カラビニエリ自転車部隊はベルギー第7、第4歩兵師団の撤退を支援、ティーネン（Tienen、Tirlemont）、ハーレン（Haelen）の戦いにおいて「彼らを識別しながら」戦った。当時、イギリスとフランス軍で支えられていた主な防衛線への大規模撤退を考慮したベルギー国王レオポルド3世はアルベール運河での敗北後、士気を高めるために以下の演説を行った。

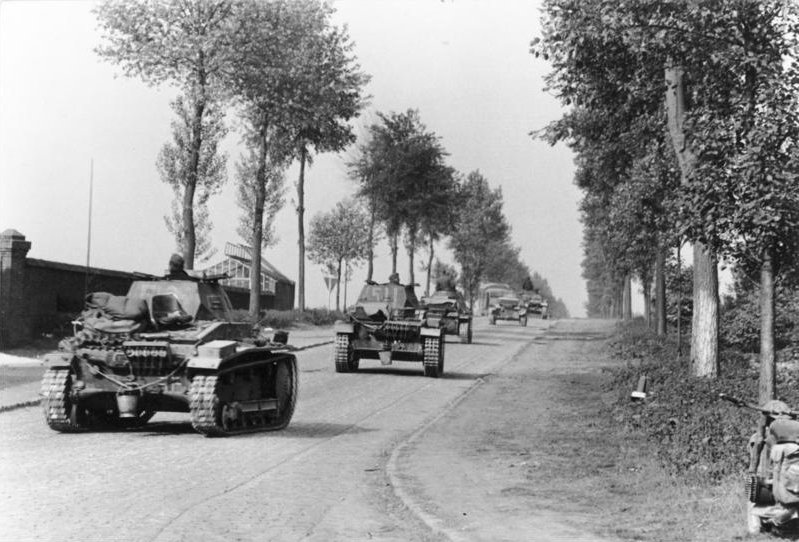
1940年5月、ベルギー西部を進むドイツ戦車

ベルギー同盟国であるフランス・イギリス軍にとってはベルギー東部戦線において2週間持ちこたえるという構想を裏切ったベルギー軍は期待はずれであった。連合軍の参謀長は頼れる強力な固定防御施設が無いため、機動戦を避けようと考え、ベルギー軍の抵抗が防衛線を形成するまで十分長く続くことを希望していた。しかし、5月11日、デイル戦線においては戦闘がやんでおり、5月12日、ドイツ軍の1回目の主要攻撃が行われるまでに連合軍が配置されることを可能とした。連合軍の騎兵隊は担当地区へ移動、歩兵、砲兵は鉄道で戦線に送られた。連合軍第1軍集団とベルギー軍はドイツ第6軍（司令官ヴァルター・フォン・ライヘナウ）と激突したが、連合軍は数で優勢であったため、ドイツ軍を圧倒した。5月12日朝、ベルギーによる圧力と必要性に応じたイギリス空軍とフランス空軍はベルギー国内に侵入しているドイツ軍を防ぐために、ドイツ軍に占領されたマースリヒトとマース橋でいくつかの空爆を行った。連合軍の空軍は5月10日から13日にかけて74回の作戦を行い、5月12日、ブレゲ693（Breguet 693）爆撃機18機が撃墜された。イギリス空軍のAASF（RAF Advanced Air Striking Force）は連合軍最大の爆撃力を持っていたが、5月12日までに135機が72機までに減少していた。ドイツ軍の対空攻撃と戦闘機の活動があまりにも激しいため次の24時間、任務が延期された。
爆破の結果を確定するのは困難であるが、5月14日20時の時点で、ドイツ第XIX軍団の戦闘日誌には以下の状況概要が書かれている。
さらにドイツ空軍の作戦には「敵戦闘機の活発な活動のために、特に我々の綿密な偵察活動が激しく妨害されている」と記載されている。それでも、目標域におけるドイツ軍の強力な反撃の前に、不十分ながらイギリス空軍爆撃機に援護機が援護に付いた。イギリス空軍のフェアリー バトル、ブリストル ブレニム総計109機がセダン地域でドイツ軍縦列と通信を攻撃したが、45機が失われた。そのため、5月15日より昼間爆撃の回数が減らされ、23機が任務を行ったが、4機が未帰還となった。それと同様に連合軍の戦闘機の存在についてドイツ第XIX軍団の戦闘日誌には以下のように記載されている。

### アニューの戦い
1940年5月12日に開始された戦闘は5月14日、最初の大規模戦車戦となったアニューの戦いへと発展した。ドイツA軍集団がベルギーのアルデンヌを進撃する間、B軍集団所属第6軍はガンブルーの狭間へ向けて陽動作戦を開始した。ガンブルーはベルギーの平野部に存在し、ベルギー主要防衛線中、無防備な隙間が存在していた。防衛線の隙間はデイル線の南終点のワーブル（Wavre）からナミュール南までの約20-30km間で存在していた。マースリヒトに存在したドイツ軍突出部からの攻撃後、ベルギー第I軍団はリエージュから撤退せざるを得なくなった。ベルギー軍撤退後、ドイツ軍は第6軍所属第XVI装甲自動車化軍団（司令官エーリヒ・ヘプナー）の第3装甲師団、第4装甲師団らはドイツ軍の攻撃を誤って判断したフランス軍を攻撃した。フランス第1軍（第2軽機械化師団（2e Division Légère Mécaniqueもしくは2e DLM）と第3軽機械化師団らを含む6個精鋭師団で構成されていた）はガンブルーの隙間を防衛していた。プリュー騎兵軍団（司令官レネ＝ジャック＝アドルフ・ブリュー（Rene-Jacques-Adolphe Prioux）は進撃を支援するために東30kmの地点へ進撃することになっていた。さらにフランス第1、第2機甲師団はフランス第1軍の後方へ移動、主防衛線の後方に防衛陣地を形成した。プリュー騎兵軍団はドイツ軍と同等の戦力を持っており、ティーネン・アニュー・ユイの防衛線を保持することになっていた。しかし、歩兵、装甲部隊らが担当地区に到着するまで、ドイツ軍によるガンブルー、アニューへの進撃を阻止する部隊が必要であった。
5月12日、第XVI装甲自動車化軍団とブリュー騎兵軍団はアニュー近郊の戦線で激突した。一般的に考えられているのと違い、ドイツ軍はフランス軍を上回る兵数を持っていなかった。しばしば、ドイツ軍戦車が623両、フランス軍戦車が415両とされているが、ドイツ第3装甲師団には280両、第4装甲師団には343両が所属していた。一方、フランス軍第2軽機械化師団、第3軽機械化師団らでオチキス H35を239両、ソミュア S35を176両を保持していた。さらに加えて、騎兵軍団には多数のルノー R35が配備されていた。ルノーR35の能力はドイツI号戦車、II号戦車と同等かそれ以上であった。そしてパナール178（Panhard 178）90両も所属していたが、パナール178が装備していた25mm砲はドイツIV号戦車の装甲を貫通することができた。一方、この戦車戦で優位を保ったドイツIII号、IV号戦車はそれぞれ73両、52両を保持していた。ドイツ軍戦車の大部分となる486両がI号、II号戦車であったが、これらはポーランド侵攻においてその性能には疑問符が付いていた。
ドイツ軍は戦いの間、無線機を使用、そのため予想以上の成果を収めていた。フランス軍の部隊配置は第一次世界大戦時と同様に線状を成していたため、ドイツ軍は部隊混合で作戦を行った。フランス軍戦車は無線機を装備しておらず、しばしば指揮官は戦車を降りて、命令を伝えなければならず、フランス軍はドイツ軍に対し、戦術的に劣っていた。ドイツ軍は戦車部隊における不利を負っているにも拘らず、5月12日朝までに主導権を奪い、いくつかのフランス軍部隊を包囲していた。フランス第2軽機械化師団は包囲されている友軍を救出するために、包囲を敷いているドイツ軍を撃退した。ドイツ軍の報告書の内容に反して、ドイツ軍によるアニューへの入り口であるガンブルーへの進撃をフランス軍が阻止したため、初日はフランス軍の勝利であった。戦闘初日の結果は以下の通りである。
翌5月13日、フランス軍は旧来の戦術を取ったため、進撃せずに攻撃開始地点まで撤退した。しかし、それらはガンブルーの防衛線の狭間にフランス機甲部隊を最優先で送らねばならず、防衛線に部隊を残せず、アニュー・ユイの間で薄い防衛線を敷くのみであった。フランス軍によるこの動きのために、ドイツ軍はフランス第3軽機械化師団へ攻撃を集中、ヘプナーの部隊はこの地域への進撃に成功した。さらに、フランス軍は戦線後方に予備戦力を配備しておらず、反撃の機会を失っていた。そして、ドイツ装甲軍団がフランス第2軽機械化師団の左側面に回ったことにより、ドイツ軍の勝利が確実となっていた。リエージュより撤退していたベルギー第III軍団はフランス第3軽機械化師団の支援を行い、戦線を保持することを申し出たが、この申し出は拒絶された。
プリューの軍団は旧来の戦術による部隊配置のため、反撃を行うことができず、プリューは部隊配置について猛烈に抗議を行った。しかし抗議は受け入れられなかった。5月12日、13日の二日間でフランス軍第2軽機械化師団の装甲車両は全滅し、第3軽機械化師団はオチキスH35を75両、ソミュアS35を30両失っていた。その一方でドイツ軍戦車160両（ほとんどをフランス第3軽機械化師団が撃破した）を撃破した。しかし、フランス軍は旧来の戦術で部隊を線状に配置、ドイツ軍により一点集中突破されたため、全ての戦線において撤退を行わねばならなかった。一方、ドイツ軍は撃破された戦車の4分の3を回収、修理を行い戦線に復帰させていた（戦車49両が撃破されたが、111両が修繕され、戦線に復帰した）。ドイツ軍は戦死者60名、負傷80名の損害を受けていた。結果、アニュー戦車戦において、フランス軍は戦車105両、ドイツ軍は戦車160両を失った。
ヘプナーは撤退しているフランス軍を追撃した。ヘプナーは歩兵師団が到着するのを待たずにフランス軍を押し戻し続け、フランス軍に防衛線を構築する時間を与えないようにした。装甲部隊は退却するフランス軍の縦列に突撃、多大な損害を与えたが、フランス軍砲兵部隊の前に、ドイツ軍も大きな損害を負っていた。危険なほど激しい友軍砲火の中、近接戦闘が激しく行われた。しかし、新たな対戦車陣地を形成したフランス軍の存在のため、歩兵部隊の支援を欠いたドイツ軍は攻撃位置を変更せざるをえなくなった。5月14日、ドイツ2個装甲師団は大損害を受けたと報告、フランス軍の追撃を縮小せざるを得なかった。
ドイツ軍は多数の戦術的敗退を受けていたが、ヘプナーとドイツ軍はアルデンヌの低地から連合軍第1軍集団の注意をそらす事に成功した。ヘプナーの部隊はドイツ空軍と共にブリュー騎兵軍団に大損害を与えていた。ガンブルーではドイツ軍装甲軍団が撃破されたため、第3、第4装甲師団はB軍集団に必要となったため、そのままB軍集団にとどめられた。B軍集団はマース戦線を撃破するため攻撃を続け、モンス方面へ西進するか、ブリュッセルを防衛するイギリス遠征軍、ベルギー軍の側面に回るか、フランス第9軍の側面へ回るために南へ転進するかの選択に迫られていた。ドイツ軍はアニュー、ガンブルー付近で大きな損害を受けていた。第4装甲師団には5月16日の時点で、4両のIV号戦車を含む戦車137両が所属していたが、第4装甲師団が戦車戦力が45から50%に低下していた。一方、第3装甲師団の戦力は20から25%までに低下していた。ドイツ軍は撃破された戦車を回収、素早く修理を行ったが、その戦力は大いに弱められていた。フランス第1軍も攻撃を続けていたが、ドイツ軍が残っているにもかかわらず、他方面でのドイツ軍の進出のため、5月15日、戦場に戦車を残したまま撤退を余儀なくされたが、いくつかの防衛線において成功を収めていた。

### 5月15日から21日 -反撃と海岸への退却-

1940年5月16日正午までのドイツ軍進撃位置。

5月15朝、ドイツA軍集団はセダンの防衛線を撃破したことにより、イギリス海峡まで進撃することが可能となった。そのため、連合軍はベルギーでの包囲から前面退却を考慮していた。結局、撤退は5月16-17日夜、セーヌ川へ、5月17-18日夜、デンデル川へ、5月18-19日夜、スヘルデ川へそれぞれ3回に分けて行われた。しかしデイル線がドイツ軍の攻撃に耐えていたため、ベルギーはブリュッセルとルーヴェンを放棄することを嫌がっていた。だが、ベルギー軍、イギリス遠征軍、フランス第1軍は5月16日、フランスのアルデンヌ方面へ進むドイツ装甲部隊とガンブルーへ進撃するドイツ第6軍から側面攻撃を受ける可能性が存在したため、ドミノ的に撤退を強いられていた。ベルギー軍はフランス第7軍、イギリス軍と共にK.W線でドイツ第14軍と対面していたが、これはセダンにおいてフランス第2軍が崩壊したためであり、ベルギー軍が防衛線を保持すると判断、ドイツ軍の進撃を阻止しようとした。
この決定はドイツ軍の抵抗に直面することなく、アントワープ・ナミュール防衛線および、即席の防衛線を放棄するため、フランス軍、イギリス軍はスヘルデ川へ撤退することとなった。南部でリエージュ要塞がドイツ第6軍に対して強硬な抵抗を行う間、ベルギー第VII軍団(司令官デフォンテーヌ（Deffontaine）はナミュール・リエージュ地域から撤退した。北部においては5月15日、オランダが降伏したことにより、フランス第7軍はアントワープへ移動、フランス第1軍の支援に回った。中央部において、ベルギー軍、イギリス遠征軍はドイツ軍の圧力を受けていなかった。5月15日、実際に戦いが発生した唯一の地区はイギリス第3師団が防衛していたルーヴェン地区であった。その後、イギリス遠征軍はスヘルデ川周辺においては積極的に動こうとはしなかった。
北部戦線近辺からのフランス軍の撤退の後、ベルギー軍はアントワープの防衛を担当した。ベルギー第13、第17予備歩兵師団を含む4個師団はドイツ第18軍所属の第208、第225、第526歩兵師団と交戦した。ベルギー軍は都市北部を防衛、5月16日、アントワープから退却を開始したが、遅滞戦術を行い、ドイツ軍の進撃を鈍らせた。アントワープはベルギー軍の抵抗が終わった5月18日、19日に陥落した。5月18日、ナミュール要塞、Marchoveletteが陥落、5月19日、Suarleeが陥落、5月21日、St. Heriberが陥落、23日、Dave、Maizeret、Andoyがそれぞれ陥落したという知らせをベルギー人らは受け取っていた。
ベルギー国内の連合軍は減少、さらにドイツ軍装甲部隊がアルデンヌ方面へ進撃したため、5月16日から17日にかけて、イギリス、フランス両軍はウィレブルーク（Willebroek）運河へ撤退した。ベルギー第I軍団および第V軍団はデンデレ、スヘルデ背後のヘント橋頭堡と呼ばれる地点まで撤退した。ベルギー砲兵軍団とその支援を行っていた歩兵連隊はドイツ第18軍の攻撃を撃退、ロンドンからのイギリス公式発表によると「ベルギー軍は現在も戦い続けている防衛戦の成功に大きな貢献をしている。」とされている。しかし、ベルギーは数に圧倒されたため、ブリュッセルと政府を放棄してオーステンデへ撤退、5月17日、ブリュッセルはドイツ軍により占領された。翌朝、ドイツ第XVI軍団司令官エーリヒ・ヘプナーは第3、第4装甲師団をA軍集団に移動させるよう命令された。そして第9装甲師団はベルギー戦線における唯一の装甲部隊として第18軍所属のままとされた。
5月19日までに、ドイツ軍はフランスのチャネル海岸へ到着するまで数時間の位置まで進撃していた。イギリスのゴート卿はフランス軍はすでにドイツ軍の進撃を止められず、予備も存在しないことに気づいた。ゴートは南側面に配置されているフランス第1軍の右側面のアラスもしくペロンヌにおいてドイツ軍が攻撃することを恐れ、さらに無秩序な状態になっており、イギリス軍の側面のイギリス海峡にある港町カレー、ブローニュ、またはイギリス軍側面の北西方面で激突することも恐れた。ベルギーにおけるイギリス軍は重大な危険にさらされており、イギリス遠征軍はベルギーを放棄、オーステンデ、ブリュージュ、ダンケルク等、フランス国境内10-15km圏内に撤退することを考えていた。

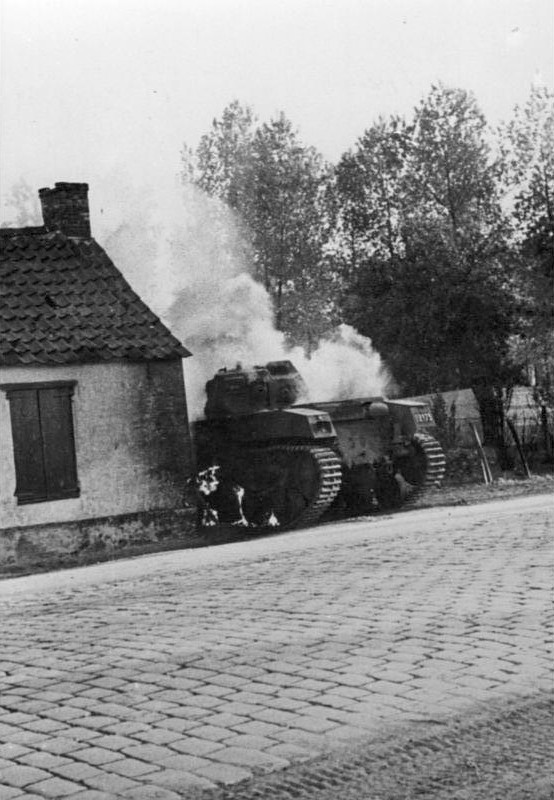
1940年5月19日、アントワープで撃破されたベルギー軍のルノーACG1戦車

しかし、大陸からのイギリス遠征軍の戦略的撤退の提案はイギリス戦時内閣およびイギリス参謀本部（Chief of the Imperial General Staff (CIGS)によって拒絶された。彼らはゴート卿に南部において「フランス軍主要部隊」の元へ到着するまで「全ての反対を押し通して」攻撃を南西で行うよう命令するためにアイアンサイドを派遣した。しかし、実のところ、フランス軍精鋭部隊は北側に存在していた。ベルギー軍は計画に従うよう要請を受けていたが、さもなくば避難できる部隊についてはイギリス海軍がそれらを避難させることになっていた。イギリス内閣はたとえソンメにおける攻撃が成功したとしても、若干の部隊が撤退する必要があると判断、ラムゼー提督に多数の船を用意するよう命令、この作戦はダイナモ作戦と呼ばれた。フランス、ベルギーが分断された同日の5月20日午前6時、アイアンサイドはイギリス軍司令部に到着した。アイアンサイドが命令を知らせたとき、ゴートは命令における攻撃が不可能であると返答した。ゴート配下の9個師団の内、7個師団はスヘルデで戦っており、たとえ攻撃が可能であったとしても、師団をスヘルデから引き抜くことにより、ベルギー軍とイギリス軍の間に隙間を作ることとなり、ベルギー軍が包囲される可能性があった。しかも、イギリス遠征軍は戦場に到着以来、9日間戦っており、弾薬が不足しており、主要な反撃は南部のフランス軍が行う必要があった。
ベルギー軍の攻撃の動きに関してはレオポルド3世には明らかにされていた。レオポルドの懸念はベルギー軍には戦車、航空機が不足しているため、攻撃を行なえず、防御のみに徹していたことであった。国王は国土がドイツ軍に占領されつつある中、徐々に縮みつつある領土において2週間分の食料があることだけは明らかにした。レオポルドはイギリス軍がベルギー軍との接触を保つのは危険を冒すことになるとは考えていなかったが、イギリス遠征軍が南部の攻撃を主張するならば、ベルギー軍は規模に反した作戦行動をとることになり、軍が崩壊すると警告した。レオポルドはもっとも頼るべきことがダンケルクの上陸地点とベルギーの港を確保することであると示唆した。イギリス参謀本部の意向は押し通され、ゴートは2個大隊と唯一の装甲大隊を引き渡したが、それは初期において若干の成功を収めたが、5月21日のアラスの戦いにおいて、ドイツ軍防衛線を撃破することはできなかった。
これらの失敗の余波により、ベルギー軍はイーゼルで後方に下がり、連合軍左側面とその背後の防衛を行うよう要請された。オーバーストラテンはベルギー軍がそのような動きができず、行動したならばベルギー軍の崩壊に繋がると言った。そして更なる別攻撃案が提案された。フランス軍はベルギー軍にはリース川へ、イギリス軍にはMaulde・アルウィン（Halluin）間へ撤退するよう要請した。そしてその後の攻撃でベルギー軍はイギリス遠征軍の攻撃のためにイギリス遠征軍の戦線を押し広げることになっており、そのためにフランス第1軍は右側面で2個師団を手放した。一方、レオポルドはその行動のためにベルギーのほとんどを放棄することになるため、気が進まなかった。また、ベルギー軍はすでに疲弊しており、作戦が完了するにはかなりの時間が必要であった。
このとき、ベルギー、イギリス、フランスは戦線が保持できないと結論、処置をとらなければ、フランス・ベルギー国境で包囲された連合軍部隊が全滅する可能性が存在した。

### 5月22日から28日 -最後の防衛戦-
5月22日朝、ベルギー軍は約90kmの戦線に配置されていた。北から南にテルヌーゼン方面へベルギー騎兵軍団が進撃を開始、その側面をベルギー第V軍団、ベルギー第II軍団、ベルギー第VI軍団、ベルギー第VII軍団、ベルギー第IV軍団がそれぞれ配置についていた。そしてさらに2個通信部隊が海岸線の防衛に付いた。これらの部隊は東側戦線のイギリス遠征軍、フランス軍のダンケルクへの撤退を支援するものであったが、5月22日の時点でドイツ軍の前に無防備状態であった。東側戦線のベルギー軍は無傷のまま、リュースで最終防衛陣地を占有していた。ベルギー第I軍団にはすでに定数を減じた2個師団が所属していたにすぎず、ベルギー防衛線は磨り減りつつあった。その日、イギリス首相ウィンストン・チャーチルは戦線を訪問、フランス、イギリス両軍に北東方面から包囲を突破するよう迫っていた。チャーチルはベルギー騎兵軍団が攻撃時、右側面を支援できると仮定、ゴートに以下のメッセージを送った。
1. ベルギー軍がイーゼルの防衛線に撤退、その地にとどまった場合、水路の水門を開放すること。
2. 明日間違いなく初期の段階でイギリス軍、フランス第1軍らの8個師団、ベルギー騎兵軍団はイギリス軍の右側面を担当した上で南西のバパウム（Bapaume）、カンブレー方面へ攻撃行わなければならない。[112]

しかし、この命令はベルギー軍のイーゼルへの撤退がほぼ不可能であるということを無視していたため、ベルギー軍は無視した。さらに攻撃への参加を要求されたベルギー騎兵部隊はほぼ行動ができなかった。ベルギー軍の撤退計画は確実なものであり、ラ・バーゼ運河（La Basse Canal）を西から防衛する間、イーゼル川からダンケルク方面の東、南方面を防衛した。また、イーゼルでの包囲はベルギー軍の戦域を劇的に縮めていた。これらの動きはパッシェンデール（Passchendaele）、イープルからの撤退を行うこととなり、ベルギー国土、オーステンデの放棄、ドイツ軍による占領を意味していた。
5月23日、フランス軍はアルンデンヌ・カレーの間まで進撃していたドイツ軍に反撃を実行しようとしたが、結局、成果を挙げることはなかった。一方、ベルギー軍はドイツ軍の圧力により、撤退、そのため、ドイツ軍はテルヌーゼン、ヘントを占領した。ベルギー軍は置き去りにした燃料、食料、弾薬を運ぶのに苦労をすることとなった。しかし、ドイツ空軍が制空権を握っていたため、さらにこれは困難を伴うことになった。また、連合軍空軍による支援は「無線」で要請するだけであり、イギリス空軍はイングランド南部の基地から任務についていたため、連絡は困難を極めた。フランスはベルギー軍に当初提供していたダンケルク、ブルブール（Bourbourg）、グラヴリーヌ（Gravelines）基地の使用を拒否、結局、ベルギー軍はニューポール（Nieuport）、オーステンデらの基地を使用せざるを得なかった。
ガムランから指揮を受け継いだマキシム・ウェイガンとチャーチルらはドイツ軍の戦線を撃破して南部で攻勢にでる決定をしていた。5月24日、レオポルドとオーベルストラーテンに彼らが意志を伝えた時、オーベルストラーテンは驚愕した。イギリス軍、ベルギー軍の隙間がイープル、メインの間で開き始めており、これはベルギー軍の防衛線に残っていた部隊を脅かすこととなっていたが、ベルギー軍は過剰に戦線を広げていたため、支援を送ることができなかった。そのため、ゴート卿はフランス軍の意見もイギリス政府の許可も得ずにイギリス第5歩兵師団、第50歩兵師団の間の隙間を塞ぎ、さらに南ではどのような攻撃も行わないよう厳命した。
5月24日、ドイツ軍B軍集団司令官ボックはベルギー第IV軍団が防衛するリース川のコルトレイク地区に第6軍の4個師団を投入した。Wijikとコルトレイクの間、13マイルの戦線でドイツ軍が暗闇にまぎれて川を横断、ドイツ軍は激しい抵抗を排して奥行き1マイルに渡って戦線に浸透した。戦力が優勢でなおかつ制空権を握っていたドイツ軍は橋頭堡の戦いにおいて勝利した。しかし、ベルギー軍の激しい抵抗により、ドイツ軍は圧倒されることもあり、多大な犠牲者を出すこととなった。ベルギー第9、第10歩兵師団を伴ったベルギー第1、第3歩兵師団は支援として攻撃を開始、数回の反撃をおこなうことにより、ドイツ兵捕虜200名を得た。しかし、ベルギー砲兵、歩兵連隊らはドイツ空軍の攻撃を受け、敗退を余儀なくされた。そのため、ベルギー軍は上空援護を提供していないとしてフランス、イギリス両空軍を非難していた。ドイツ軍橋頭堡は南方へ拡大、イギリス第4歩兵師団は東側面を曝していた。モントゴメリーは第3歩兵師団（第1重歩兵連隊、第7ミドルミドルセックス大隊、第99砲兵中隊、第20対戦車連隊（対戦車砲装備）を含む）を即席の防御のために派遣した。
ウェイガンプランの致命的な部分とイギリス政府、南方面で攻撃についてのフランス軍の議論などの結論により、攻撃が終了するまでベルギー軍を戦力以上の範囲に展開させたため、ベルギー軍の崩壊が助長された。そして、イギリス遠征軍による後の攻撃を可能にするため、イギリス遠征軍が抑えていた地域を覆うことを強制されていた。これらの崩壊により、連合軍は戦線後部でイギリス海峡に隣接する港を損失、戦略的完全包囲に至った。イギリス遠征軍はコルトレイクで防衛を固めており、ドイツ軍B軍集団の攻撃を受けているベルギー軍を救出するため、ドイツ軍の左側面へ反撃をおこなった。さらにベルギー軍最高司令部は災難を避けるため、エスカウ、リース間のドイツ軍の戦力的に弱い左側面を攻撃するようイギリス遠征軍に少なくとも5回の要請をおこなった。
イギリス海軍提督、ロジャー・キース（Roger Keyes）卿は以下のメッセージを最高司令部へ送った。
しかし結局、イギリス軍による反撃はおこなわれず、ドイツ軍は予備戦力をメーン、イープル間の隙間へ展開させたが、このためにベルギー軍とイギリス軍は分断された。ベルギー第6、第10歩兵師団およびベルギー第2騎兵師団は隙間へ深く進出しようとするドイツ軍を阻止したが、状況は未だに重要な局面であり続けていた。5月26日、ダイナモ作戦が開始、フランス軍の大部分とイギリス遠征軍はイギリス本土へ輸送されることになっていた。その頃までにイギリス海軍は非戦闘要員の将兵28,000名を避難させていた。その後、ブローニュが陥落したが、カレーはまだ利用できた。そして避難港としてダンケルク、オーステンデ、ゼーブルージュが未だ健在であった。ドイツ第14軍の進撃により、オーステンデは長く利用することができた。西においてがドイツA軍集団がダンケルクに到着、5月27日の時点でダンケルク中央部まで4マイル地点まで進出、砲兵の射程圏内に捕らえた。
5月27日の状況はちょうど24時間前と大きな変化が見られた。ベルギー軍はリースから追い出され、Nevele、Vynckt、Thelt、Iseghemとリース防衛線中央部はドイツ軍に占領された。東部ではドイツ軍はブリュージュ郊外まで進撃、Urselを占領した。西部ではメーン、イープル防衛線がコルトレイクで崩壊、そしてベルギー軍はイープル、パッセンダール（Passendale）、ルーセラーレの防衛線で鉄道線を使用して対戦車陣地を形成していた。西においてはイギリス軍はフランス国境上のリール（Lille）へ撤退を強いられ、イギリス軍とイープリ、リール防衛線のベルギー軍南側面の間にある隙間が拡大しつつあった。連合軍が撤退できる唯一撤退できるダンケルクへのドイツ軍の進撃のため、連合軍には非常に大きな危険が生じていた。5月26日、イギリス軍は港へ撤退した。しかし、イギリス軍の撤退により、フランス第1軍の北東部がドイツ軍の前に露出することとなった。そのため、ドイツ軍がフランス軍の大部分を包囲することとなった。ゴート卿と参謀長ヘンリー・パウナル（Henry Pownhall）はそれらを度外視、イギリス軍の撤退はフランス第1軍の崩壊を意味しており、彼らは非難を受けた。
5月26日、27日の戦いはベルギー軍を崩壊のふちに立たせていた。ベルギー軍はまだ西部でイープル、ルーセラーレ防衛線、東部でブリュージュ、Thelt防衛線を保持していた。しかし、5月27日、防衛線中央部のイスゲム（Iseghem）、Theltはドイツ軍に占領された。連合軍にはオーステンデ、ブリュージュを占領するために東進するドイツ軍を阻止するか、連合軍の防衛線奥深くにあるニーウポールト（Nieuport）またはラ・パン（La Panne）の港を取るために西進するしかなかった。しかし、ベルギー軍はすでに抵抗する手段を使い尽くしていた。ベルギー軍とベルギー軍の戦線が崩壊したことにより、撤退していたイギリス軍から多くの誤解した非難を引き起こすこととなったが、実際にはイギリス軍の撤退の後もベルギー軍は戦線を保持していた。例のひとつはEscautの防衛線を引き継いだことであり、ベルギー軍はイギリス第44歩兵師団を救援、さらに撤退させていた。こうしたことにもかかわらず、ゴート卿やパウナルらはベルギー軍に不当な軽蔑を示していた。ベルギー軍が撤退することになっているかどうか尋ねられた時、パウナルは「我々はベルギー軍に何が起ころうが、やつらを心配しない」と答えたと報告されている。

## ベルギーの降伏
ベルギー軍は予備戦力無しでCadzand南からリース川のメーンまで、西はメーンからブリュージュまで戦線が伸びていた。制空権の極小範囲をイギリス空軍が確保するのみで、そのほとんどがドイツ軍が握っていた。ベルギー軍は認識できる目標全てに攻撃を受け、損失が発生していることを報告した。ベルギー軍とドイツ軍、もしくは海岸の間には自然の要害が無く、また、ベルギー軍には撤退する場所も存在しなかった。ドイツ空軍の活動により、鉄道網の大部分が破壊され、ダンケルクへの撤退はすでに不可能であり、3本の道、（ブリュージュ - Thourou - ディズミュド（Dixmude）、ブリュージュ - Ghistelles - ニーウポールト、ブリュージュ - オーステンデ - ニーウポールト）を使用して撤退していたが、これらの撤退はドイツ軍が制空権を握っていたため、損失なしに行うことはできなかった。水道は損害を受けて停止、ガスや電気も同様であった。運河は排水され、弾薬、食料の備蓄所として使用された。すでにベルギー国土はすでに1,7000平方kmしかなく、その地域に将兵、市民ら約3,000,000名が取り残されていた。これらの状況からベルギー国王レオポルド3世はさらなる抵抗は無駄と考え、5月27日、休戦を要請した。
同じ日、チャーチルはキースにメッセージを送り、この要請についてどう考えているか明らかにした。

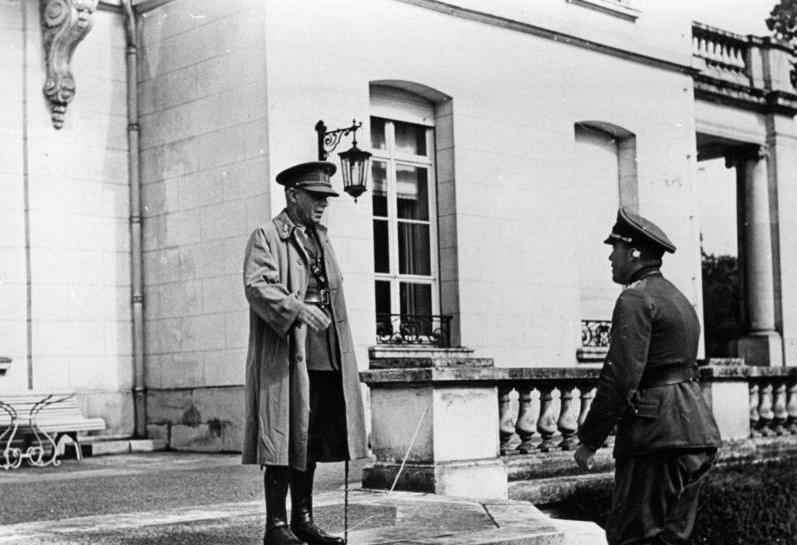
降伏交渉を行うレオポルド3世

イギリス海軍は夜間、ミデルケルケ（Middelkerke）、セント・アンドリュース（ブリュージュの東）で司令部を避難させた。レオポルド3世とその母、エリザベート・ド・バヴィエールは5年間、自らが選んだ道としてベルギー国内で監禁されることとなった。5月28日午前4時、ベルギーは降伏した。激しい責任の擦り付け合いが始まり、イギリスとフランスはベルギーが連合国を裏切ったと主張した。ベルギー軍が崩壊したため、連合軍の状況が明らかに深刻と化すにもかかわらず、いかなる警告も無かったというのが主な不満であったが、その主張は明らかに不当であった。5月25日、崩壊寸前であったベルギー軍と接触していた連合軍の一部のみがそのことを知っていた。チャーチルとイギリスの反応は公式に抑えられ、5月28日午前11時30分、ロジャー・キース卿により、イギリス内閣においてベルギーにおける防衛戦の強い擁護が行われたためである。フランス、ベルギーの大臣はレオポルドの言動を裏切りだと考えたが、彼らは本当のことを知らなかった。レオポルドはドイツとの共同政府を構成するためではなく、ベルギー軍最高司令官として無条件降伏を行うというヒトラーとの文書にサインしていた。

## 損害
5月10日から6月4日にかけての西部戦線におけるドイツ軍の統合報告書には以下の損害が記載されている。
- 戦死者：将兵10,232名[131]
- 行方不明者：将兵8,463名[131]
- 戦傷者：将兵42,523名[131]
- 5月10日から6月3日におけるドイツ空軍の損失：航空機432機[131]
- ドイツ海軍の損失：無し[131]

この損害報告書はこの時点での西部戦線の損害を全て網羅している。
ベルギー軍の損害は以下の通り。
- 戦死者：6,093名（2,000名は捕虜になってから死亡）[3]
- 行方不明者：500名以上[3]
- 捕虜：200,000名[4]
- 戦傷者：15,850名[4]
- 航空機：112機[6]

ベルギーの戦い以外を含んだイギリス軍の損害は以下の通りである。
- 戦死、戦傷、捕虜：68,111名さらに599名が戦闘以外の原因で死亡。そのほか、3,000名が死亡[132]
- 行方不明、負傷、捕虜：70,000名[133]
- 車両：64,000台[132]
- 火砲：2,472門[132]
- 全作戦を通したイギリス空軍の損害は航空機931機、戦死者1,526名に達した[132]。なお、イギリス軍の空中戦での損害は5月12日から25日にかけて航空機344機、5月26日から6月1日にかけて138機であった[9]。

フランス軍の損害は以下の通り。
5月10日から6月22日にかけての西部戦線におけるフランス軍の全損失であり、ベルギーの戦いのみの損失は知られていない。
- 戦死者：90,000名[5]
- 戦傷者：200,000名[5]
- 捕虜：1,900,000名[5]
- フランス空軍の損失は5月12日から25日にかけて航空機264機、5月26日から6月1日にかけて50機[9]

## ドイツ占領下のベルギー
ベルギー本国はナチス・ドイツの占領下に置かれ、第一次世界大戦まではドイツ帝国領だったオイペンとマルメディはドイツへの併合が宣言された。イギリスへ脱出したベルギー亡命政府は対独戦を継続し、他の被占領諸国と同じくレジスタンスによる抵抗運動も行われた。一方で、占領当局に協力したり、ナチス武装親衛隊（武装SS）の外国人義勇兵部隊である第27SS義勇擲弾兵師団ランゲマルク（フラマン第1）や第28SS義勇擲弾兵師団ヴァロニェン（ワロン第1）などに参加したりして、戦後に裏切り者として処断されたベルギー国民もいた。
首都ブリュッセルをはじめとしたベルギーの大部分が解放されたのは1944年9月であり、同年7月にノルマンディー上陸作戦を成功させた連合軍がベルギーに進軍したためである。その後も1945年初頭までバルジの戦いなどベルギー東部では両軍の戦闘が行われた。

## 資料等